# 擬地蟹總科
擬地蟹總科又可稱陸溪蟹總科、澤蟹總科（學名：Gecarcinucoidea）為短尾下目的一類螃蟹總科，目前該總科僅有擬地蟹科一科。

## 下轄分類
目前該總科共計有一科：
- 擬地蟹科 Gecarcinucidae Rathbun, 1904